# 列夫·科尔舒诺夫
列夫·亚历山德罗维奇·科尔舒诺夫（羅馬化：Lev Aleksandrovich Korshunov；1946年2月13日—）是俄罗斯政治人物，曾于1994年至1996年间担任第二任阿尔泰边疆区行政长官。他也曾担任过第四届国家杜马和联邦委员会议员。